# BrainDead (Fernsehserie)
BrainDead ist eine US-amerikanische Dramedy-Fernsehserie mit satirischen Elementen, die von Michelle und Robert King für den US-Sender CBS erdacht wurde. Die Serie besteht aus einer Staffel und 13 Episoden. Die erste Folge strahlte CBS am 13. Juni 2016 aus. Michelle und Robert King schufen zuvor die erfolgreiche Dramaserie Good Wife.

## Handlung
In der Serie geht es um Laurel Healy, die aus einer Dynastie von US-Demokraten stammt. Sie hat Washington, D.C. verlassen, um eine Dokumentarfilmerin zu werden, kehrt jedoch aus Geldgründen zurück und beginnt im Büro ihres Bruders, eines Senators, zu arbeiten. Dabei entdeckt Laurel, dass die Gehirne mancher Mitarbeiter und Politiker von Aliens übernommen wurden.

## Produktion

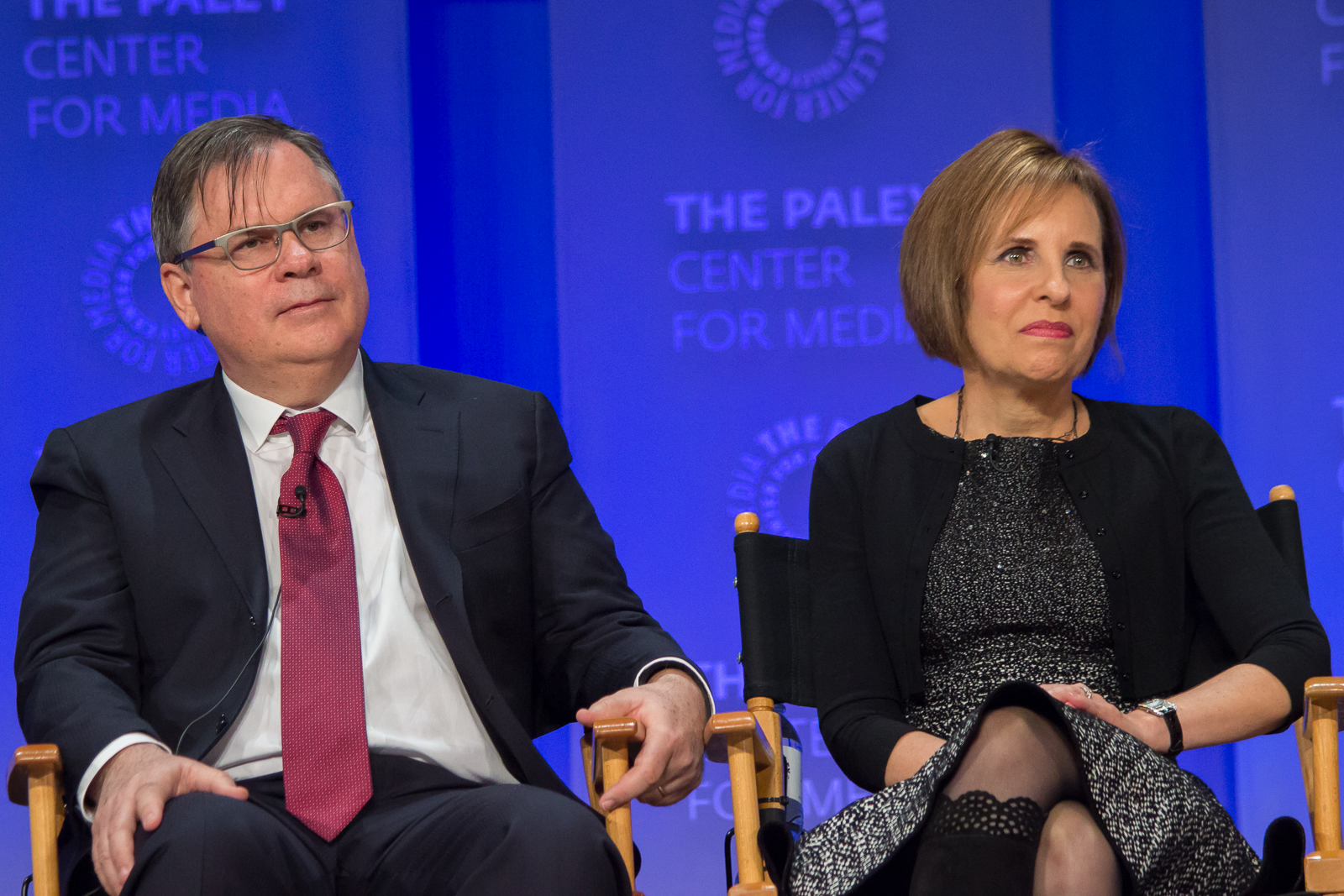
Robert und Michelle King (2015)

BrainDead ist das erste Projekt von Robert und Michelle King als Teil eines Drei-Jahres-Produktionsvertrages mit den CBS Television Studios, den das Ehepaar im September 2014 unterzeichnet hatte. Am 22. Juli 2015 gab der Sender CBS bekannt, eine 13 Folgen umfassende Staffel bestellt zu haben. Am 17. März 2016 wurde als Starttermin der 13. Juni 2016 angekündigt. Am 10. September 2015 wurde bekannt, dass Mary Elizabeth Winstead die Hauptrolle erhalten habe. Einen Monat später wurde Aaron Tveit erfolgreich gecastet. Im November 2015 wurde Danny Pino, der ein halbes Jahr zuvor die NBC Serie Law & Order: Special Victims Unit verließ, in der er von 2011 bis 2015 eine Hauptrolle innehatte, die Rolle des demokratischen Senators Luke Healy angeboten. Am 4. Februar 2016 trat Tony Shalhoub der Hauptbesetzung bei. Am 26. April 2016 veröffentlichte MTV exklusiv den ersten Teaser zu BrainDead.
Im Oktober 2016 gab CBS die Einstellung der Serie nach der ersten Staffel bekannt. Mitte Januar 2017 äußerte Mary Elizabeth Winstead beim Television Critics Association Panel anlässlich der Präsentation der dritten Staffel von Fargo, dass BrainDead nicht aufgrund der Einschaltquoten eingestellt worden sei, sondern weil der Sender entschieden habe, dass die Serie nicht ins Schema einer typischen CBS-Serienproduktion passe („I think it didn't quite fit in with the typical CBS lineup“). Die Konzeption als Politserie passe nicht zum Stammpublikum von CBS. Zudem betonte Winstead, dass BrainDead bei einem anderen Sender, wie beispielsweise FX, wahrscheinlich um eine zweite Staffel verlängert worden wäre.

## Veröffentlichung
Die Pilotfolge hatte ihre Premierenfeier am 20. Juni 2016 in Australien beim Fernsehsender Eleven, der der Rundfunkgesellschaft Network Ten angehört. Die DVD-Veröffentlichung erfolgte am 6. Dezember 2016. Dabei wurde ein DVD-Set aus vier Discs veröffentlicht, das alle 13 Episoden umfasst und eine Gesamtlänge von 560 Minuten (9:20 Stunden) hat.

## Besetzung

### Hauptbesetzung

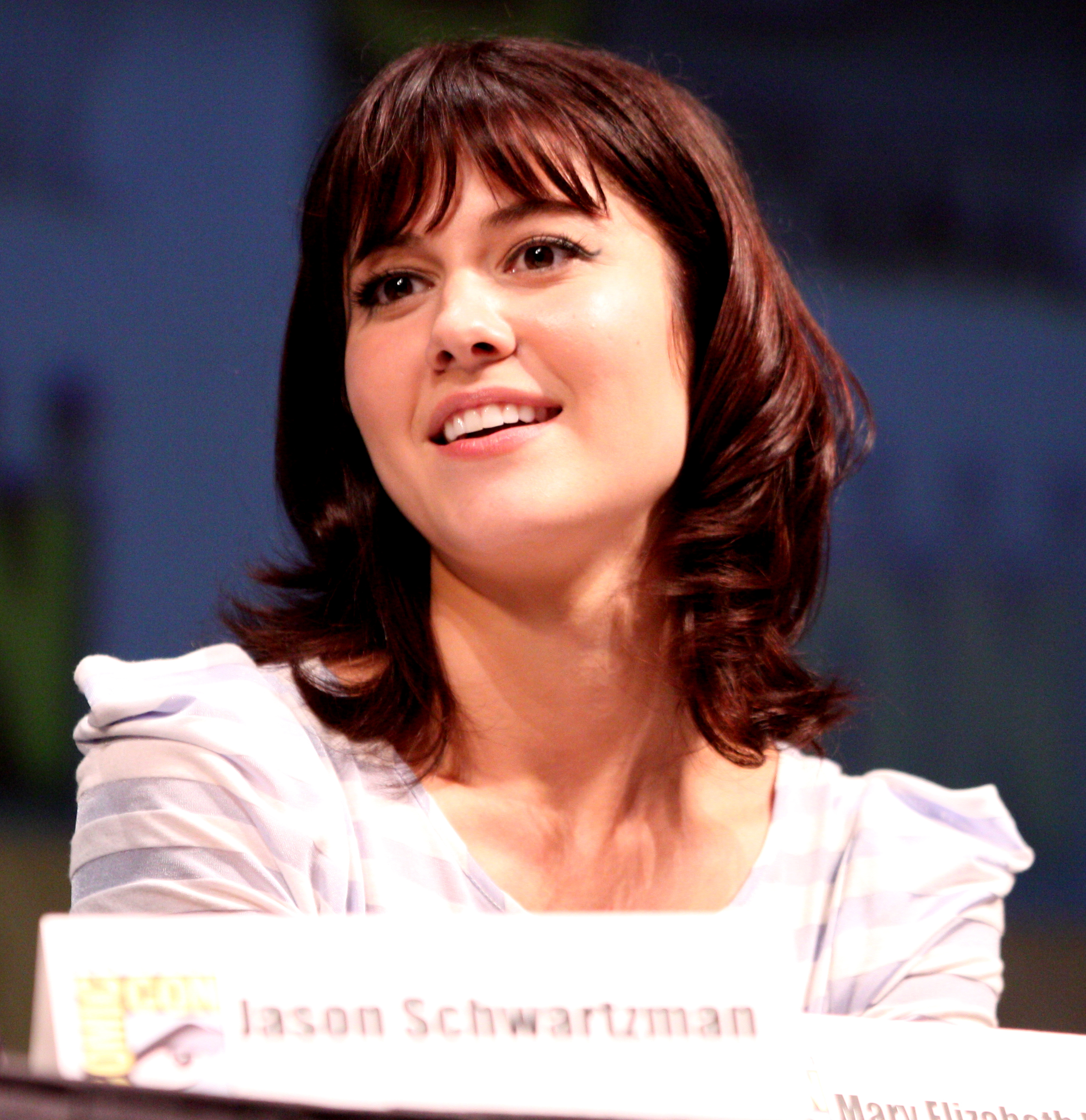
Mary Elizabeth Winstead spielt die Protagonistin Laurel Healy

- Mary Elizabeth Winstead als Laurel Healy
- Danny Pino als demokratischer Senator Luke Healy
- Aaron Tveit als Gareth Ritter
- Tony Shalhoub als republikanischer Senator Raymond „Red“ Wheatus
- Jan Maxwell als demokratische Senatorin Ella Pollack
- Johnny Ray Gill als CIA-Agent Gustav Triplett
- Nikki M. James als Rochelle Daudier

### Nebenbesetzung
- Charlie Semine als FBI-Agent Anthony Onofrio
- Zach Grenier als Dean Healy
- Paige Patterson als Scarlett
- Megan Hilty als Misty Alise

### Gastdarsteller
- Michael Potts als Dr. Daudier
- Glenn Fleshler als FBI-Agent Aaron Blades
- Margo Martindale als Dr. Joanne Alaimo
- Kurt Fuller als J.K. Cornish
- Michael Moore als er selbst
- Jonathan Coulton als er selbst
- Michael Gaston als Lawrence Boch
- Tim Guinee als Nicholas Pohl
- Brooke Adams als Senator Diane Vaynerchuk

## Trivia
- Die infizierten Personen hören immer wieder You Might Think von The Cars.[13]
- Jonathan Coulton schreibt und singt ab der zweiten Episode den „Was bisher geschah“ („Previously on BrainDead“) Song.[14][15]

## Episodenliste
| Nr. | Originaltitel | Erstausstrahlung USA | Regie          | Drehbuch                             | Zuschauer (USA) |
| --- | --- | -------------------- | -------------- | ------------------------------------ | --------------- |
| 1   | The Insanity Principle: How Extremism in Politics Is Threatening Democracy in the 21st Century                                           | 13. Juni 2016        | Robert King    | Robert King & Michelle King          | 4,59 Mio.       |
| 2   | Playing Politics: Living Life in the Shadow of the Budget Showdown – A Critique                                                          | 20. Juni 2016        | Jim McKay      | Larry Kaplow                         | 3,46 Mio.       |
| 3   | Goring Oxes: How You Can Survive the War on Government Through Five Easy Steps                                                           | 27. Juni 2016        | Jim McKay      | Jonathan Tolins                      | 3,29 Mio.       |
| 4   | Wake Up Grassroots: The Nine Virtues of Participatory Democracy, and How We Can Keep America Great by Encouraging an Informed Electorate | 11. Juli 2016        | Allan Arkush   | Peter Parnell                        | 3,13 Mio.       |
| 5   | Back to Work: A Behind-the-Scenes Look at Congress and How It Gets Things Done (and Often Doesn’t)                                       | 24. Juli 2016        | Allan Arkush   | Jacquelyn Reingold                   | 2,29 Mio.       |
| 6   | Notes Toward a Post-Reagan Theory of Party Alliance, Tribalist, and Loyalty: Past as Prologue                                            | 31. Juli 2016        | Fred Toye      | Aurin Squire                         | 2,88 Mio.       |
| 7   | The Power of Euphemism: How Torture Became a Matter of Debate in American Politics                                                       | 7. Aug. 2016         | Fred Toye      | Laura Marks                          | 1,75 Mio.       |
| 8   | The Path to War Part One: The Gathering Political Storm                                                                                  | 14. Aug. 2016        | Brooke Kennedy | Peter Parnell                        | 1,78 Mio.       |
| 9   | Taking on Water: How Leaks in D.C. are Discovered and Patched                                                                            | 21. Aug. 2016        | Ron Underwood  | Jonathan Tolins & Aurin Squire       | 2,02 Mio.       |
| 10  | The Path to War Part Two: The Impact of Propaganda on Congressional War Votes                                                            | 28. Aug. 2016        | Felix Alcala   | Larry Kaplow                         | 2,31 Mio.       |
| 11  | Six Points on the New Congressional Budget: The False Dichotomy of Austerity vs. Expansionary Policies                                   | 4. Sep. 2016         | Brooke Kennedy | Jacquelyn Reingold & Jonathan Tolins | 2,33 Mio.       |
| 12  | Talking Points Toward a Wholistic View of Activism in Government: Can the Top Rebel?                                                     | 11. Sep. 2016        | Felix Alcala   | Larry Kaplow                         | 2,37 Mio.       |
| 13  | The End of All We Hold Dear: What Happens When Democracies Fail: A Brief Synopsis                                                        | 11. Sep. 2016        | Robert King    | Jacquelyn Reingold & Jonathan Tolins | 2,06 Mio.       |